# U Minh Thượng, An Giang
U Minh Thượng là một xã thuộc tỉnh An Giang, Việt Nam.

## Lịch sử
Ngày 24 tháng 5 năm 1988, Hội đồng Bộ trưởng ban hành Quyết định 92-HĐBT về việc thành lập xã An Minh Bắc thuộc huyện An Biên và chuyển xã về huyện An Minh quản lý.
Ngày 6 tháng 4 năm 2007, Chính phủ ban hành Nghị định 58/2007/NĐ-CP về việc thành lập huyện U Minh Thượng trên cơ sở điều chỉnh toàn bộ 13.376,67 ha diện tích tự nhiên và 10.877 người của xã An Minh Bắc thuộc huyện An Minh.
Ngày 25 tháng 11 năm 2019, Hội đồng Nhân dân tỉnh Kiên Giang ban hành Nghị quyết về việc:
- Sáp nhập ấp Kênh Tư vào ấp Minh Trung
- Sáp nhập ấp An Thoại vào ấp Minh Thoại.

Ngày 12 tháng 6 năm 2025, Ủy ban Thường vụ Quốc hội ban hành Nghị quyết số 1654/NQ-UBTVQH15 về việc sắp xếp các đơn vị hành chính cấp xã của tỉnh An Giang. Theo đó, toàn bộ diện tích tự nhiên, quy mô dân số của xã An Minh Bắc và xã Minh Thuận thành xã mới có tên gọi là xã U Minh Thượng.